# Pind Dadan Khan
Pind Dadan Khan (en ourdou : پنڈ دادن خان) est une ville pakistanaise située dans le district de Jhelum, dans le nord de la province du Pendjab. C'est la quatrième plus grande ville du district. Elle est située à près de soixante kilomètres au sud de Sargodha.
La population de la ville a été multipliée par près de trois entre 1972 et 2017 selon les recensements officiels, passant de 10 253 habitants à 29 935. Entre 1998 et 2017, la croissance annuelle moyenne s'affiche à 2,5 %, semblable à la moyenne nationale de 2,4 %. Selon le recensement de 2023, la population de la ville descend un peu à 28 197 habitants.
|            | 1972 (rec.) | 1981 (rec.) | 1998 (rec.) | 2017 (rec.) | 2023 (rec.) |
| ---------- | ----------- | ----------- | ----------- | ----------- | ----------- |
| Population | 10 253      | 12 639      | 18 766      | 29 935      | 28 197      |